# مطار مدينة الملك خالد العسكرية
مطار مدينة الملك خالد العسكرية (إياتا: KMC، إيكاو: OEKK) هو مطار محلي يقع في مدينة الملك خالد العسكرية، ويبعد حوالي 70 كم جنوب غرب مدينة حفر الباطن إحدى مدن المنطقة الشرقية في السعودية، يعود تاريخ إنشاء هذه المطار إلى عام 1950، وذلك عندما قامت شركة التابلاين بعمل مدارج بمدن شمال المملكة التي يمر بها خط أنابيب البترول، وذلك لتسهيل وسرعه حركه تنقل موظفيها والعاملين بين محطات ضخ البترول الواقعة بهذه المدن، وفي بدايته كان المطار يضم مدرجاً ترابياً وموقف الطائرات لا تتجاوز مساحته 400 م2، واستمر هذا الوضع حتى عام 1978 وفي العام التالي تم إنشاء صالات مؤقته للمطار وتغطية المدرج الترابي بطبقه من الاسفلت، وفي عام 1983 تم الانتهاء من توسعة المدرج ليصبح جاهز لاستقبال الطائرات المتوسطة الحجم، وتبلغ مساحة أرض المطار 11 كم مربعا.